# Cubocephalus impressus
Cubocephalus impressus är en stekelart som först beskrevs av Léon Abel Provancher 1875.  Cubocephalus impressus ingår i släktet Cubocephalus och familjen brokparasitsteklar. Inga underarter finns listade i Catalogue of Life.